# Guyon Philips
Guyon Philips (Arnhem, 15 oktober 1993) is een Nederlands voormalig voetballer die doorgaans speelde als aanvaller. Tussen 2012 en 2020 was hij actief voor Go Ahead Eagles, FC Oss, FC Volendam, Telstar, Achilles '29, opnieuw FC Oss, UMF Víkingur, Alcobendas, Alta IF en Víðir.

## Clubcarrière
Philips voetbalde in de jeugd van ESA Rijkerswoerd tot hij werd opgenomen in de jeugdopleiding van Vitesse. Hier stootte hij niet door tot het eerste elftal, waarop hij in de zomer van 2012 mocht vertrekken. Daarop haalde Go Ahead Eagles hem naar Deventer. Voor deze club debuteerde Philips op 26 oktober 2012 in het betaald voetbal, in de Eerste divisie. In een met 0–2 verloren wedstrijd thuis tegen FC Dordrecht verving hij Jarchinio Antonia. Go Ahead promoveerde na afloop van dat seizoen via de play-offs 2013 naar de Eredivisie, maar gebruikte Philips daarin niet. In plaats daarvan verhuurde de club hem gedurende het seizoen 2013/14 aan FC Oss, waar hij meer speeltijd zou krijgen. Hij speelde dat jaar 23 competitiewedstrijden en scoorde daarin tien keer.
Go Ahead verhuurde Philips vervolgens ook gedurende het seizoen 2014/15, ditmaal aan FC Volendam. Hiervoor debuteerde hij op 7 augustus 2015, uit bij NAC Breda. Philips kwam in de vijfentachtigste minuut in het veld voor Bert Steltenpool en scoorde in de slotseconden de 1-4. Dit was tevens de einduitslag. FC Volendam nam Philips in juli 2015 definitief over van Go Ahead Eagles, maar kwam in zijn tweede seizoen bij de club minder aan bod. Hij tekende in juli 2016 een contract tot medio 2018 bij Telstar, met daarin een optie voor nog een seizoen. Na één seizoen verkaste hij naar Achilles '29. Bij deze club speelde hij tot er financiële problemen kwamen in Groesbeek. Hij kreeg een transfervrije status en tekende een contract voor een half seizoen bij FC Oss, waarmee hij terugkeerde bij de Brabantse club. Na dit halve seizoen ging Philips voor het IJslandse UMF Víkingur spelen. In januari 2019 ging hij naar het Spaanse Alcobendas dat uitkomt in de Tercera División. Die club registreerde hem echter te laat bij de bond. In maart 2019 ging Philips in Noorwegen voor Alta IF spelen dat uitkomt in de 2. Divisjon. Daar scoorde Philips 11 doelpunten in 22 competitiewedstrijden. In februari 2020 keerde hij terug naar IJsland en ging spelen voor Knattspyrnufélagið Víðir uit Garður dat uitkomt in de 2. deild karla. In oktober 2020 besloot Philips op zevenentwintigjarige leeftijd een punt achter zijn actieve loopbaan te zetten. Hij vestigde zich op IJsland waar zijn partner vandaan komt. Na een korte carrière als zaakwaarnemer, is hij sinds eind 2023 trainer van amateurclub Reykjanes Bolti en werkt daarnaast op de luchthaven.

## Clubstatistieken
| Seizoen | Club            | Competitie       | Competitie | Competitie | Beker | Beker | Internationaal | Internationaal | Totaal | Totaal |
| Seizoen | Club            | Competitie       | Wed.       | Dlp.       | Wed.  | Dlp.  | Wed.           | Dlp.           | Wed.   | Dlp.   |
| ------- | --------------- | ---------------- | ---------- | ---------- | ----- | ----- | -------------- | -------------- | ------ | ------ |
| 2012/13 | Go Ahead Eagles | Eerste divisie   | 4          | 0          | 2     | 0     | —              | —              | 6      | 0      |
| 2013/14 | → FC Oss        | Eerste divisie   | 23         | 10         | 1     | 0     | —              | —              | 24     | 10     |
| 2014/15 | → FC Volendam   | Eerste divisie   | 24         | 7          | 2     | 0     | —              | —              | 26     | 7      |
| 2015/16 | FC Volendam     | Eerste divisie   | 8          | 1          | 1     | 0     | —              | —              | 9      | 1      |
| 2016/17 | Telstar         | Eerste divisie   | 20         | 4          | 2     | 0     | —              | —              | 22     | 4      |
| 2017/18 | Achilles '29    | Tweede divisie   | 14         | 4          | 2     | 0     | —              | —              | 16     | 4      |
| 2017/18 | FC Oss          | Eerste divisie   | 4          | 0          | 0     | 0     | —              | —              | 4      | 0      |
| 2018    | UMF Víkingur    | Úrvalsdeild      | 6          | 0          | 0     | 0     | —              | —              | 6      | 0      |
| 2018/19 | Alcobendas      | Tercera División | —          | —          | —     | —     | —              | —              | 0      | 0      |
| 2019    | Alta IF         | 2. Divisjon      | 22         | 11         | 1     | 0     | —              | —              | 23     | 11     |
| Totaal  | Totaal          | Totaal           | 125        | 37         | 11    | 0     | 0              | 0              | 136    | 37     |